# Evgenij Latyšonok
Evegenij Igorevič Latyšonok (in russo Евгений Игоревич Латышонок?; Giaginskaja, 21 giugno 1998) è un calciatore russo, portiere dello Zenit San Pietroburgo.

## Carriera

### Club
Cresciuto nel settore giovanile del Krasnodar (con cui gioca nella seconda e terza squadra tra il 2016 e il 2019), viene aggregato alla prima squadra senza mai tuttavia esordire.
Nel 2019 passa al Baltika, disputando cinque stagioni da titolare nella serie cadetta russa. Con la formazione baltica gioca da titolare anche il campionato di massima serie 2023-2024, conclusosi con una retrocessione e una finale persa di Coppa di Russia.
Nell'estate del 2024, dopo oltre centro presenze con la maglia del Baltika, firma per lo Zenit San Pietroburgo un contratto fino al 2029.

### Nazionale
Il 5 settembre 2024 esordisce con la Russia nell'amichevole vinta 3-0 contro il Vietnam.

## Statistiche

### Cronologia presenze e reti in nazionale
| Cronologia completa delle presenze e delle reti in nazionale ― Russia | Cronologia completa delle presenze e delle reti in nazionale ― Russia | Cronologia completa delle presenze e delle reti in nazionale ― Russia | Cronologia completa delle presenze e delle reti in nazionale ― Russia | Cronologia completa delle presenze e delle reti in nazionale ― Russia | Cronologia completa delle presenze e delle reti in nazionale ― Russia | Cronologia completa delle presenze e delle reti in nazionale ― Russia | Cronologia completa delle presenze e delle reti in nazionale ― Russia |
| Data                                                                  | Città                                                                 | In casa                                                               | Risultato                                                             | Ospiti                                                                | Competizione                                                          | Reti                                                                  | Note                                                                  |
| --------------------------------------------------------------------- | --------------------------------------------------------------------- | --------------------------------------------------------------------- | --------------------------------------------------------------------- | --------------------------------------------------------------------- | --------------------------------------------------------------------- | --------------------------------------------------------------------- | --------------------------------------------------------------------- |
| 5-9-2024                                                              | Ha Noi                                                                | Vietnam                                                               | 0 – 3                                                                 | Russia                                                                | Amichevole                                                            | -                                                                     | 46’                                                                   |
| 19-3-2025                                                             | Mosca                                                                 | Russia                                                                | 5 – 0                                                                 | Grenada                                                               | Amichevole                                                            | -                                                                     | 46’                                                                   |
| Totale                                                                |                                                                       | Presenze                                                              | 2                                                                     |                                                                       | Reti                                                                  | 0                                                                     |                                                                       |

## Palmarès

### Competizioni nazionali
- Supercoppa di Russia: 1

Zenit San Pietroburgo: 2024